# 2024 FX26
2024 FX26 est un objet transneptunien extrême et objet détaché découvert le 16 mars 2024, mais qui a pu être observé sur de très vieux manuscrits remontant à 2013.